# 福西基
福西基（1910年3月25日—2020年8月22日），是日本教師和超級人瑞，住在茨城縣下妻市的長壽老人，自白井庄次郎於2020年8月11日去世，他成為日本在世最年長男性，他成為日本在世最年長男性11天後就過世，成為日本在世最年長男性天數最短的紀錄。

## 生平
1910年3月25日出生於茨城縣。
他在初中的時候，他結識了美國傳教士賓福爾夫婦，並於1927年成為下妻基督教友誼會的成員。